# David Sinton Ingalls
Pour les articles homonymes, voir Sinton et Ingalls.
David Sinton Ingalls , né le 28 janvier 1899 à Cleveland et mort le 26 avril 1985 à Hunting Valley (Ohio), est un aviateur américain, héros de la Première Guerre mondiale. Il est le premier as de l'aviation de l'histoire de la marine américaine.